# Alexander Hore-Ruthven
Alexander Gore Arkwright Hore-Ruthven (ur. 6 lipca 1872 w Windsorze, zm. 2 maja 1955 w Shipton Moyne) – brytyjski arystokrata i polityk, gubernator generalny Australii, młodszy syn Waltera Hore-Ruthvena, 9. lorda Ruthven of Freeland i lady Caroline Gore, córki 4. hrabiego Arran.

## Życiorys

### Młodość i kariera wojskowa
Wykształcenie odbierał w Eton College, ale nie ukończył nauki, gdyż został wydalony ze szkoły z powodu słabego wzroku. W 1898 wstąpił do brytyjskiej armii. Brał udział w walkach w Sudanie jako kapitan 3 regimentu lekkiej piechoty górskiej (3rd Regiment, The Highland Light Infantry). 22 września, podczas walk pod Al-Kadarif, zauważył egipskiego oficera leżącego rannego tuż przed atakującymi derwiszami. Narażając własne życie, Hore-Ruthven pobiegł oficerowi na pomoc i przeniósł go za linie 16 batalionu egipskiego. Za swoją postawę został odznaczony Krzyżem Wiktorii. W 1905 został adiutantem lorda Dudleya, lorda namiestnika Irlandii. Kiedy w 1908 Dudley został mianowany gubernatorem generalnym Australii, powołał Hore-Ruthvena na stanowisko sekretarza wojskowego.
Po dwuletnim pobycie w Australii, w 1910 Hore-Ruthven udał się do Indii, gdzie kontynuował służbę wojskową. Brał udział w I wojnie światowej, na froncie francuskim i pod Gallipoli, gdzie został kilkakrotnie ranny. Wojnę zakończył ze stopniem brygadiera-generała. W latach 1919–1920 dowodził brytyjskimi wojskami w Niemczech. Przez następne lata sprawował różne funkcje w Sztabie Generalnym.

### Gubernator w Australii
W 1928 został mianowany gubernatorem Australii Południowej. Był w Londynie, kiedy mecz krykietowy w Adelaide, w 1933, wywołał napięcie w anglo-australijskich stosunkach. Hore-Ruthven odegrał znaczącą rolę w uspokojeniu sytuacji.
Jego kadencja jako gubernatora Australii Południowej dobiegła końca w 1934, ale już rok później został gubernatorem Nowej Południowej Walii oraz baronem Gowrie. W 1936 dokonania wojskowe oraz doświadczenie Gowriego sprawiły, że baron został mianowany 10. gubernatorem generalnym Australii. Na tym stanowisku Gowrie zyskał sobie sympatię Australijczyków, ale nie rzucał się za bardzo w oczy. Inna sprawa, że czasy w których gubernator był faktycznym władcą Australii już minęły, jednak Gowrie ustanowił pewien precedens, będąc pierwszym gubernatorem generalnym, który reprezentował państwo australijskie na zewnątrz (było to podczas wizyty w Holenderskich Indiach Wschodnich w 1938). W kwietniu 1939 zmarł premier Joseph Lyons i Gowrie mianował tymczasowym premierem Earle’a Page’a. Była to jedyna okoliczność, kiedy gubernator decydował o obsadzie urzędów w Australii.
Gowrie starał się również zachować stabilność rządów australijskich, np. w 1940, kiedy to doszło do rozłamu w partii rządzącej UAP, Gowrie wezwał secesjonistów na audiencję i zażądał gwarancji, że poprą oni nowy rząd, co rzeczywiście nastąpiło. Podczas II wojny światowej wspierał brytyjską politykę, również udziałem w konflikcie wojska australijskiego. W 1943 przeprowadził inspekcję alianckich oddziałów w Australii i na Nowej Gwinei. Kadencja Gowriego dobiegła końca we wrześniu 1944, ale sprawował on swoje funkcje do przybycia kolejnego gubernatora, którym został Henryk Windsor, książę Gloucester.

### Późniejsze życie
W 1945 wrócił do Wielkiej Brytanii i został mianowany hrabią Gowrie. Otrzymał również tytuły zastępcy konstabla i gubernatora porucznika zamku Windsor. W 1948 został wybrany na prezesa Marylebone Cricket Club. Zmarł w swojej rezydencji w hrabstwie Gloucestershire.

### Rodzina
1 czerwca 1908 poślubił Zarę Pollok (20 stycznia 1879 – 19 lipca 1965), córkę Johna Polloka. Alexander i Zara mieli dwóch synów:
- major Alexander Hardinge Patrick Hore-Ruthven (30 sierpnia 1913 – 24 grudnia 1942), zmarł z ran odniesionych podczas rajdu na Trypolis, ożenił się z Pamelą Fletcher, jego synem jest Alexander Ruthven, 2. hrabia Gowrie
- Alastair Malise Hore-Ruthven (2 sierpnia 1917 – 1918)

## Odznaczenia
Lord Gowrie był kawalerem Krzyża Wielkiego Orderu św. Michała i św. Jerzego, Krzyża Towarzyskiego Orderu Łaźni oraz Distinguished Service Order. Był członkiem Tajnej Rady. Był również związany z masonerią i wolnomularstwem.